# Romano Bracalini
Romano Bracalini (Campiglia Marittima, 6 dicembre 1936) è uno scrittore e giornalista italiano.

## Biografia
Giornalista professionista iscritto all'albo dell'Ordine dei giornalisti della Lombardia dal 26 giugno 1967, collaboratore di quotidiani e periodici, quali Il Mattino di Napoli, L'Opinione delle libertà di Roma e il mensile Historia, Romano Bracalini è stato vicedirettore del TG3 di Milano e autore di servizi speciali e documentari di storia per la Rai.
L'incarico al TG3 milanese cessò nel 2002, quando il direttore Di Bella gli ritirò le deleghe. Il ritiro fu motivato dalla pubblicazione di un articolo di Bracalini su la Padania, quotidiano della Lega Nord (il giornalista era considerato in quota leghista) che denunciava le pressioni esercitate da Veltroni sindaco di Roma e Storace presidente della Regione Lazio, volte a impedire il trasferimento di una parte delle produzioni Rai da Roma verso i centri aziendali del Nord.
Tra le sue pubblicazioni sono prevalenti quelle riguardanti la storia italiana dell'Ottocento e Novecento e, in particolare, il Risorgimento e il Fascismo. Il suo volume Il Re vittorioso, una biografia di Vittorio Emanuele III pubblicata da Feltrinelli nel 1980, è stato premiato dalla giuria del "Sirmione-Catullo".
Nel 1993, dopo l'uscita del suo volume dedicato a Mazzini, Bracalini in un articolo sul quotidiano L'Indipendente, accusò lo storico inglese Denis Mack Smith di plagio. A riprova, tra altre analogie, citava questa frase contenuta nel suo testo: «I moderati si erano resi conto che il patriottismo liberale poteva essere un rimedio o un profilattico contro la rivoluzione», concetto che Mack Smith, nella sua biografia di Mazzini, tradotta in italiano ed edita sempre nel 1993 da Rizzoli, riprendeva in modo quasi identico, usando anch'egli la medesima parola profilattico.
Lo storico inglese replicò alle accuse di Bracalini sostenendo che le bozze della sua biografia erano state inviate all'editore già nel 1992 e, venendo allo specifico vocabolo contestato, affermava che entrambi citavano parole utilizzate dallo stesso Mazzini.
Dal 1995 al 2001 e dal 2004 al 2007 ha fatto parte del Consiglio regionale lombardo dell'Ordine dei giornalisti.

## Opere
- L'ABC dell'Alto Adige. Guida essenziale alla conoscenza del problema altoatesino dall'annessione del 1919 ai giorni nostri, Milano, Longanesi, 1968.
- Il Re "vittorioso". La vita, il regno e l'esilio di Vittorio Emanuele III, pref. di Ugoberto Alfassio Grimaldi, Milano, Feltrinelli, 1980.
- La regina Margherita. La prima donna sul trono d'Italia, Collana Biografie, Milano, Rizzoli, 1982¹; Collana Biografie, BUR, 1985²; Collana Le Grandi Biografie, Milano, Fabbri, 2000³; Rusconi Libri, 2018, 4ª ed.
- Milano 1898, fa parte di: I grandi eventi. L'Italia dal 1861 ad oggi, Milano, Fabbri, 1983.
- Celebri e dannati. Osvaldo Valenti e Luisa Ferida, storia e tragedia di due divi del regime, Milano, Longanesi, 1985. ISBN 88-304-0563-9.
- Non rivedrò più Calatafimi. I garibaldini: uomini sogni avventure battaglie, Collana Controluce italiani, Milano, Rizzoli, 1989. ISBN 88-17-85240-6.
- Mazzini. Il sogno dell'Italia onesta, Collezione Le Scie, Milano, Mondadori, 1993¹. ISBN 88-04-31021-9; Milano, Oscar Mondadori, 1994².
- Cattaneo. Un federalista per gli italiani, Collezione Le Scie, Milano, Mondadori, 1995¹. ISBN 88-04-37899-9; Collana Oscar Storia, Milano, A. Mondadori, 1997². ISBN 88-0442308-0
- con Maria Gabriella di Savoia, Casa Savoia. Diario di una monarchia. 1861-1946: cronaca e storia nelle fotografie della Fondazione Umberto II, Milano, A. Mondadori, 1996. ISBN 88-7813-569-0.
- Milano, maggio 1898: la grande paura della rivoluzione, in Quaderni Padani, n. 16, La Libera Compagnia Padana, Arona (NO), 1998.
- Il filo di Arianna, Modena, Mucchi, 1999. ISBN 88-7000-335-3.
- con Ettore Adalberto Albertoni ed Elena Percivaldi, Le genti bergamasche e le loro terre. Storia dalle origini al 1797, Euroedizioni, Milano, 1999. ISBN 978-8886733045
- La scuola e l’istruzione negli Stati preunitari, in: Quaderni Padani, n. 33, La Libera Compagnia Padana, Arona (NO), 2001.
- Quella terra tra Alpe e Po: chiamala se vuoi Transpadania, in: Quaderni Padani, n. 34, La Libera Compagnia Padana, Arona (NO), 2001.
- Le “Cinque Giornate” di Milano: la città e Carlo Cattaneo, in: Terra Insubre, n. 39, Associazione Culturale Terra Insubre, Varese, 2006 ISSN 2283-5709
- Carlo Cattaneo, federalista lombardo, in: AA. VV., Le Cinque Giornate di Milano, 18–22 marzo 1848. Una città in lotta per la Libertà. Atti del convegno, Associazione Culturale Terra Insubre – Sezione di Milano, Varese, 2006
- 1861. Due Italie che si uniscono ma non si amano (e che più diverse non potrebbero essere), in: AA. VV., Il senno di poi. L'unità d'Italia vista 150 anni dopo, coll. Quaderni Padani nn. 93/94, Il Cerchio - La Libera Compagnia Padana, Rimini, 2011, ISBN 978-88-8474-271-1
- L'Italia prima dell'Unità (1815-1860), Collana Vite quotidiane, Milano, BUR, 2001. ISBN 88-17-86641-5.
- Otto milioni di biciclette. La vita degli italiani nel Ventennio, Collezione Le Scie, Milano, Mondadori, 2007¹. ISBN 978-88-04-56318-1; Il Giornale. Biblioteca storica, 2008²; Collana Oscar Storia, Milano, Mondadori, 2008³; Collana Storia, Rusconi Libri, 2018, 4ª ed.
- Paisà. Vita quotidiana nell'Italia liberata dagli alleati, Collezione Le Scie, Milano, Mondadori, 2008¹. ISBN 978-88-04-58073-7; Mondolibri, 2009²
- Brandelli d'Italia. 150 anni di conflitti Nord-Sud, Soveria Mannelli (CZ), Rubbettino, 2010. ISBN 978-88-498-2780-4.
- Disobbedienti. La voce della protesta popolare, Soveria Mannelli (CZ), Rubbettino, 2014. ISBN 978-88-498-4010-0.
- Cattaneo. Il sogno dell'Italia federale e dell'autonomia dei popoli, Seregno (MB), Libreria San Giorgio, 2014. ISBN 978-88-98463-12-1.
- Storia di Bergamo e del suo territorio. Dal Quattrocento al Congresso di Vienna (1815), in AA. VV., Geostoria della civiltà lombarda, vol. 2, Dal Quattrocento all'Ottocento, a cura di Andrea Rognoni, pres. di Roberto Maroni, Milano, Mursia, 2015. ISBN 978-88-425-5682-4.
- Prina deve morire. Milano 1814. La prima rivolta antitasse in Italia, Seregno (MB), Libreria San Giorgio, 2015. ISBN 978-88-98463-22-0.
- Ricordando Gilberto Oneto. Il Risorgimento, la grande impostura, in AA. VV., Gilberto Oneto. L'avventura di un uomo libero, pref. di Gianluca Marchi, Associazione Gilberto Oneto - Il Cerchio, Rimini, 2016. ISBN 978-88-8474-463-0
- Corsica, in AA. VV., Indipendentismi nell'Europa di oggi. La Grande Fuga dallo Stato-nazione, pref. di Stefano Bruno Galli, Associazione Gilberto Oneto - Il Cerchio, Rimini, 2017. ISBN 978-88-8474-511-8
- Pasquale Paoli, eroe dell'indipendenza còrsa, in Terra Insubre, n. 86, Associazione Culturale Terra Insubre, Varese, 2018. ISSN 2283-5709

### Prefazioni
- Gilberto Oneto, Note dalla Terra di Mezzo: 1997-2001, pres. di Romano Bracalini, suppl. a Quaderni Padani n. 36, La Libera Compagnia Padana, Novara, 2001.